# Sutura (anatomía)

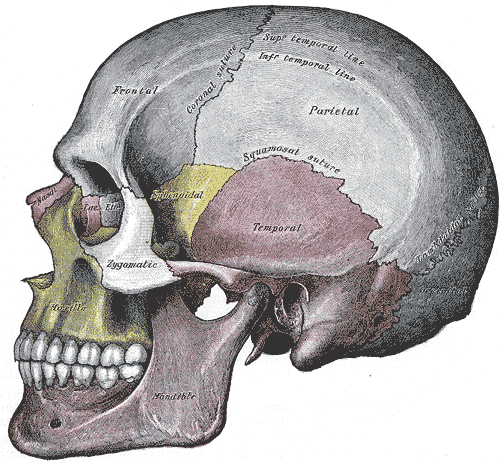
Vista lateral del cráneo. Las líneas onduladas son suturas craneales.

En anatomía, una sutura es una unión bastante rígida entre dos o más elementos duros de un organismo, con o sin superposición significativa de los elementos.
Las suturas se encuentran en los esqueletos o exoesqueletos de una gran variedad de animales, tanto invertebrados como vertebrados. Las suturas se encuentran en animales con partes duras desde el período Cámbrico hasta la actualidad. Las suturas se formaron y se forman por varios métodos diferentes, y existen entre partes duras que están hechas de varios materiales diferentes.

## Esqueletos de vertebrados
Los esqueletos de los animales vertebrados (peces, anfibios, reptiles, aves y mamíferos) están formados por hueso, en el que el principal ingrediente rígido es el fosfato de calcio.

### Suturas craneales
Los cráneos de la mayoría de los vertebrados están formados por conjuntos de placas óseas unidas por suturas craneales. Estas suturas se mantienen unidas principalmente por fibras de Sharpey que crecen desde cada hueso hacia el contiguo.

## Exoesqueletos de invertebrados

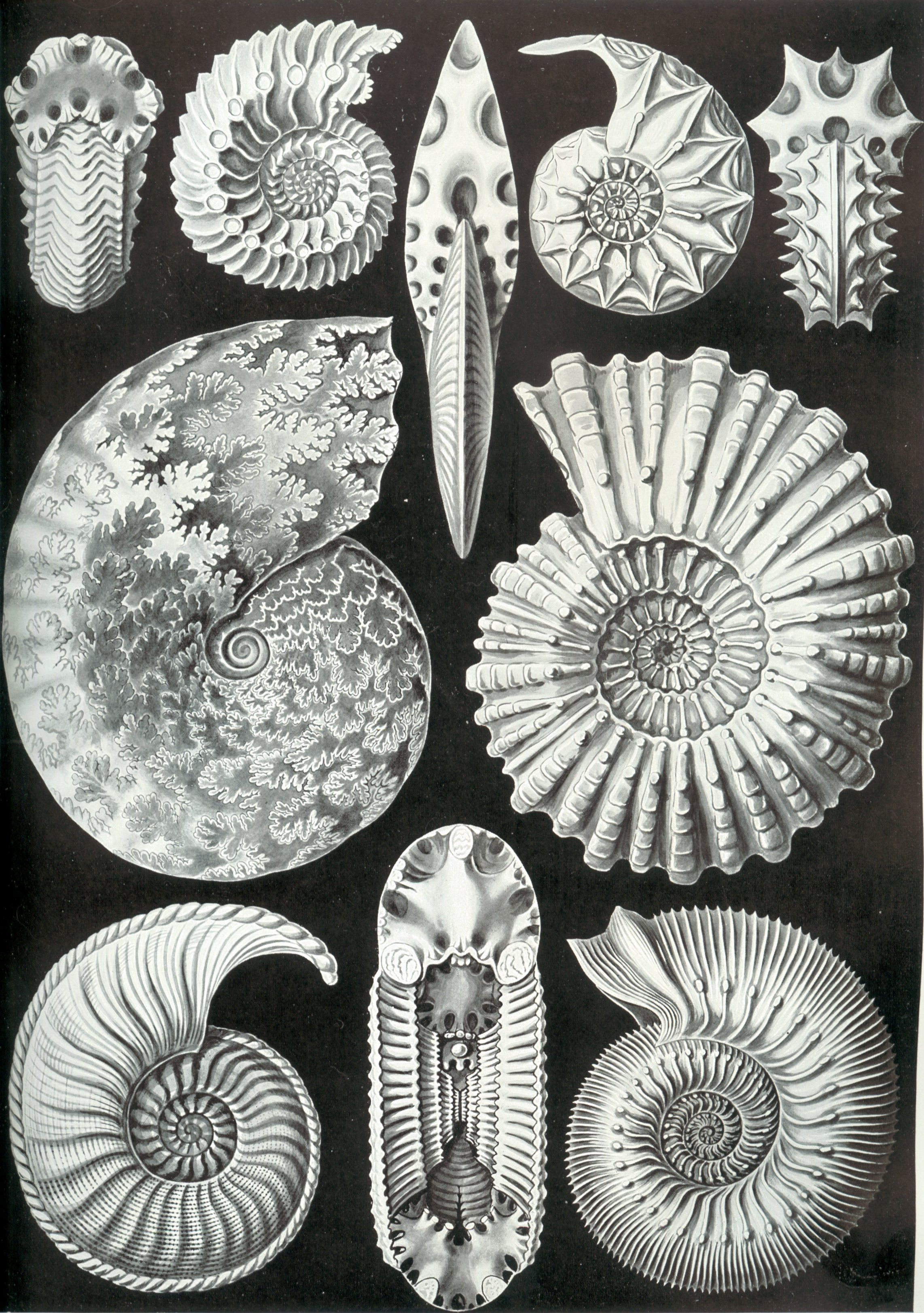
Una variedad de formas de ammonites, de la obra de Ernst Haeckel de 1904 Kunstformen der Natur (Formas de arte de la naturaleza)

### En los moluscos
Las conchas de la mayoría de los moluscos están formadas por carbonato cálcico (el principal constituyente de la piedra caliza y la tiza), y de conquiolina, una proteína.

#### Suturas en las conchas de los cefalópodos
En los cefalópodos, moluscos que tienen conchas externas (por ejemplo, Nautilus, ammonites), la concha está dividida en compartimentos por septos (tabiques).
Los septos están unidos a la concha externa por suturas formadas por invaginación repetida (se entrelazan como piezas de un rompecabezas). Las suturas son visibles desde el exterior y a menudo forman patrones complejos y elaborados.

#### La sutura en las conchas de losgasterópodos

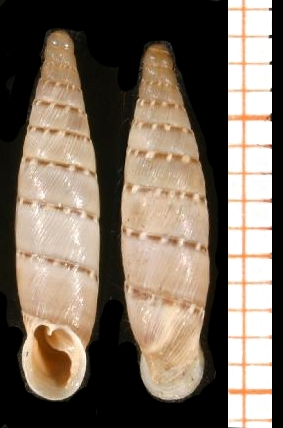
Dos conchas de Papillifera bidens, la barra de escala está en mm. Estas conchas tienen 10 u 11 verticilos y, por tanto, una sutura muy larga, con una inusual escultura de pápulas colocadas regularmente a lo largo de la propia sutura

Casi todas las conchas de caracol (a excepción de las conchas de lapas, abulón, liebres de mar, etc.) pueden visualizarse como un tubo de diámetro creciente, cerrado en el extremo pequeño, y envuelto en espiral alrededor de un eje central.
Cada rotación completa de este tubo en espiral se denomina verticilo. Los verticilos de una concha de caracol suelen superponerse entre sí, formando una espira. Donde los verticilos se superponen, suele haber una hendidura clara (aunque estrecha). Esta hendidura forma una línea visible, que es continua y llega desde el ápice de la concha hasta la apertura; esta línea es la sutura. Los detalles de la sutura suelen ser útiles para discriminar una especie de otra, por ejemplo, a veces la sutura está canalizada.
La sutura también proporciona una especie de marcador geográfico a partir del cual se puede hacer referencia a la posición del patrón o escultura, cuando es relevante: por ejemplo, algunas especies tienen una banda subsutural más oscura o más clara en la concha.
Cuando se produce una angulación de los verticilos, el espacio entre ella y la sutura que se encuentra por encima (es decir, el borde abaxial de la rampa sutural) constituye la zona conocida como "hombro" de la concha. El ángulo del hombro puede ser simple o carenado, y a veces puede tener nodos o espinas

### En artrópodos

#### Suturas en los caparazones de los trilobites

El caparazón de un trilobite estaba formado por calcita y fosfato de calcio depositados sobre un entramado (marco) de quitina (un polisacárido). El cuerpo de los trilobites está dividido en tres secciones principales: un céfalon (sección de la cabeza con ojos y órganos sensoriales como las antenas); un tórax con múltiples segmentos similares entre sí; y un pigidio o sección de la cola. (sección de la cabeza) con ojos, piezas bucales y órganos sensoriales como las antenas; un tórax de múltiples segmentos similares entre sí; y un pigidio, o sección de la cola.
En muchas especies, el céfalon tiene suturas que van de atrás hacia adelante alrededor de los bordes exteriores de los ojos. Estas suturas dividen el céfalon en tres partes.
Las suturas en los céfalones de los trilobites eran inusuales porque parece que su función principal era crear debilidades que facilitaban que esta parte del caparazón ("armadura") se dividiera cuando el animal necesitaba mudar.